# Shatrovsky (huyện)
Huyện Shatrovsky (tiếng Nga: ? райо́н) là một huyện hành chính tự quản (raion), của Tỉnh Kurgan, Nga. Huyện có diện tích 3542 kilômét vuông, dân số thời điểm ngày 1 tháng 1 năm 2000 là 25700 người. Trung tâm của huyện đóng ở Shatrovo.